# Иван Кулеков
Иван Георгиев Кулеков е български писател, публицист и общественик.

## Биография
Роден е в севлиевското село Хирево на 28 април 1951 г. Завършва техникум по химия в Русе. Учи философия и българска филология в Софийския университет. От началото на 80-те години на XX век до 1992 работи в редакция „Хумор, сатира и забава“ на Българското радио (сега Българско национално радио).
През 1996 г. участва с Христо Бойчев като кандидат-президент в президентските избори. От 1999 г. до 2000 г. е сценарист на предаването „Хъшове“, а от 2000 г. до 2019 г. в „Шоуто на Слави“. От ноември 2019 е сценарист в 7/8 ТВ и водещ на предаването „Вечерта на Иван Кулеков“.

## Книги
- „На нов ред“ (1985)
- „Ръкописи“. Варна: Галактика, 1989, 64 с.
- „Остават два живота“. София: Обсидиан ISBN 9548240033
- „История на Болгаріа“
- „Без време, без адрес, без ред“
- ((it)) „Senza tempo, senza ordine, senza indirizo“. Editore Voland, 2001, 136 p. ISBN 9788886586771
- „Един български виц“. София: Изток-Запад, 2004, 80 с. ISBN 954321068
- ((hu)) „Harmadik szemelyben“. Fordította Szondi György, Kiadás Napkút, 2006, 200 p. ISBN 9638478454
- „Фотописи“. Пловдив: Жанет-45, 2010, 208 с. ISBN 978-954-491-579-7

## Сценарии и пиеси
Пише и множество сценарии на документални и анимационни филми, сред които „Неделя“ (1980) с режисьор Анри Кулев и Николай Тодоров е в колекцията на Музея за модерно изкуство (MoMA) в Ню Йорк. Пише също така пиеси като: „Гримьорната“, „Джакпот или българска пиеса“, „Един български виц“ (2005), „Живот в кашони“, „Като по книга“, „Косата няма значение“, „Немският посланик“, „Това е абсурд“, „Цялата свинщина“.

## Документални филми
В телевизионното предаване „Шоуто на Слави“ Иван Кулеков представя свои продукции.
- „Цветът няма значение“
- „Македония – България 0:0“
- „Македония – островът на свободата“
- „Среща с властта“
- „Българин в Македония“